# Давидова Оксана Миколаївна
Оксана Миколаївна Давидова (нар. 20 лютого 1952, Київ) — українська музикознавиця.
Кандидат мистецтвознавства (1987). 1976–80 — викладач Київського музичного училища імені Р. М. Ґлієра.
Від 1984 — у Національній музичній академії України імені Петра Чайковського (Київ), від 1994 — доцент кафедри історії української музики та музичної фольклористики НМАУ, від 2023 — професорка Кафедри історії української музики та музичної фольклористики НМАУ ім. П. І. Чайковського.

## Життєпис
Народилася 20 лютого 1952 року у Києві в родині українського музикознавця Миколи Гордійчука, який на той час був науковим співробітником Інституту мистецтвознавства, фольклору та етнографії АН УРСР.
- 1971, закінчила фортепіанне відділення Київського музичного училища імені Р. М. Ґлієра
- 1971-76, Київська консерваторія, клас Тамара Гнатів
- 1984, закінчила аспірантуру при консерваторії, керівник Іван Ляшенко

## Праці
- Майстер музичної сцени Віталій Губаренко // Укр. композитори — лауреати комсомол. премій. К., 1982.
- Драма-феєрія «Лісова пісня» Лесі Українки у її зв'язках з музикою // УМ. 1985. Вип. 20.
- Народні мелодії в балеті М. Скорульського «Лісова пісня» // НТЕ. 1987. № 4.
- Маловідомі сторінки української музики (І. І. Рачинський) // УМ. 1998. Вип. 28.
- Балет чекає втілення [Про балет «Оргія» В. Кирейка] // Музика. 2001. № 6.
- В. Губаренко. Симфонія-балет «Libestod»// УМ. 2007. Вип. 35.

Редагування
- Українська фольклористика. Словник-довідник / укладання і загальна редакція Михайла Чорнопиского. Редактор Оксана Давидова. — Тернопіль: Підручники і посібники, 2008. — 493 с. — ISBN 978-966-07-1323-9